# Myiomela sumatrana
Myiomela sumatrana (підпаленик суматранський) — вид горобцеподібних птахів родини мухоловкових (Muscicapidae). Ендемік Індонезії. Раніше вважався конспецифічним із білолобим підпалеником.

## Поширення і екологія
Суматранські підпаленики живуть у вологих гірських тропічних лісах Барісанського хребта, розташованого на заході Суматри.